# 藤波甚助
藤波 甚助（ふじなみ じんすけ、1850年6月11日（嘉永3年5月2日) - 1917年（大正6年）1月2日）は、明治時代の静岡県の政治家、教育者。名は博、字は子約、琢斎と号した。幼名は歌吉、後に市兵衛と改めた。
静岡英語専門学校の設立者・静岡英和女学院 第5代校主・静岡メソジスト教会員。
晩年は、『静岡市史』の編纂主任を委嘱されて資料の収集に努めたが、完成せずに終わった。

## 経歴
- 1850年6月11日（嘉永3年5月2日） - 父・甚助の三子として駿河国有渡郡本通り三丁目12番地(現静岡市葵区本通り三丁目)に生まれた。家は太物商で屋号を松富屋といった。
- 1870年（明治3年）
  - 6月 - 参事南部広矛となり、市内学校設立に尽す[1]。
  - 7月5日 - 敬寛舎幹事試補となる[1]。
  - 8月 - 医務取締となり、医業と按摩業との分離に尽す[1]。
  - 9月 - 公立静岡病院の創設に尽す[1]。
- 1874年（明治7年）1月 - 長男 孝之誕生[2]。
- 1877年（明治10年） - 第三十五国立銀行（現:静岡銀行）が創立され、全行の重役となる[1]。
- 1880年（明治13年）3月 - 二男 憶之誕生[2]。
- 1881年（明治14年） - 英学の必要を痛感して、静岡安西1丁目南裏町21番地 文武館の館主松下之基に教えを受けた。この文武館では渋江保(静岡英語専門学校教員)が教授をしていたこともある。
- 1883年（明治16年） - 友人の村松一(静岡メソジスト教会員)とともに静岡英学塾を創立するも火災で焼失。
- 1884年（明治17年）7月　静岡市屋形町東本願寺別院の所の自邸内に静岡英学校(のちの静岡英語専門学校)を創立[3]。
- 1885年（明治18年）5月 - 長女 すま誕生[2]。
- 1886年（明治19年）4月 - 3級市会議員となる[1]。
- 1886年（明治19年）5月 - 市会議長代理者となる[1]。
- 1887年（明治20年）7月 - 静岡英学校校舎が火災のため類焼。静岡市本通り3丁目9-2に移る[4]。
- 1888年（明治21年）静岡英学校校舎を新築。
- 1889年（明治22年）
  - - 大火により静岡英学校類焼。改めて二階建て洋館の校舎を新築。校名を静岡英学校から静岡英語専門学校と改名。
  - 6月21日 - 市書記となる[5]。
- 1890年（明治23年）1月　二女 あか誕生[2]。
- 1892年（明治25年）
  - 1月9日 - 大火により玄南横丁の静岡教会の会堂が焼失。礼拝用に静岡英語専門学校の校舎を提供する[6]。
  - 11月12日 - 追手町31番地(現在の静岡市役所静岡庁舎本館・静岡市葵区追手町6丁目付近)に静岡教会の会堂が献堂[6]。
  - 12月14日 - 大火により再び静岡教会の会堂が焼失。再び静岡英語専門学校の校舎を提供する[6]。
- 1893年（明治26年）
  - 5月30日 - 市参事会員となる[5]。
  - 11月 - 静岡英和女学院 第5代校主に就任[7]。
  - 11月25日 - 追手町31番地に静岡教会の会堂が再建。
- 1896年（明治29年）3月 - 静岡英語専門学校閉校。
- 1900年（明治33年）10月5日 - 静岡県政友会支部創立委員に嘱託[5]。
- 1901年（明治34年）5月29日 - 市参事会員を辞める[5]。
- 1902年（明治35年）
  - 7月1日 - 追手町229番地(現在の静岡市葵区追手町九丁目付近)に静岡教会の会堂が完成し、献堂式が行われる。甚助は建築係を務めていた。[8]
  - 10月28日 - 静岡英和女学院 第5代校主を引退[7]。
- 1903年（明治36年）12月21日 - 『静岡市史』の編纂主任となる[5]。
- 1905年（明治38年）1月 - 二男 憶之戦死[2]。
- 1908年（明治41年）11月26日 - 静岡市政友会顧問となる[5]。
- 1912年（明治45年）3月31日 - 『静岡市史』の編纂主任を辞める[5]。
- 1917年（大正6年）1月2日 - 没。
- 1928年（昭和3年）11月8日 - 静岡市政並びに市史資料の収集に対する功によって、市から追彰される。

## 親族
- 父 甚助
- 妻 とみ
- 長男 孝之
- 二男 憶之
- 長女 すま
- 二女 あか